# Abdelwahab Meddeb
Abdelwahab Meddeb (Tunis, 17 de gener de 1946 - París, 6 de novembre de 2014) fou un escriptor tunisià i francès.

## Biografia
Escriptor i poeta nascut a Tunis, visqué a París, on ensenyà literatura comparada (Europa/Islam) a la Universitat Paris X. Fundador i director de la revista internacional multidisciplinària Dédale, fou presentador del programa setmanal Cultures d'Islam a France Culture (Radio France). Va publicar setze llibres i va ser premi Max Jacob pels seus poemes Matière des Oiseaux (2002) i premi François Mauriac per l'assaig La Maladie de l'Islam (Seuil, 2002). La seva obra ha estat traduïda a quinze idiomes.